# Habrophlebiodes celeteria
Habrophlebiodes celeteria är en dagsländeart som beskrevs av Berner 1975. Habrophlebiodes celeteria ingår i släktet Habrophlebiodes och familjen starrdagsländor. Inga underarter finns listade i Catalogue of Life.